# 福原五岳

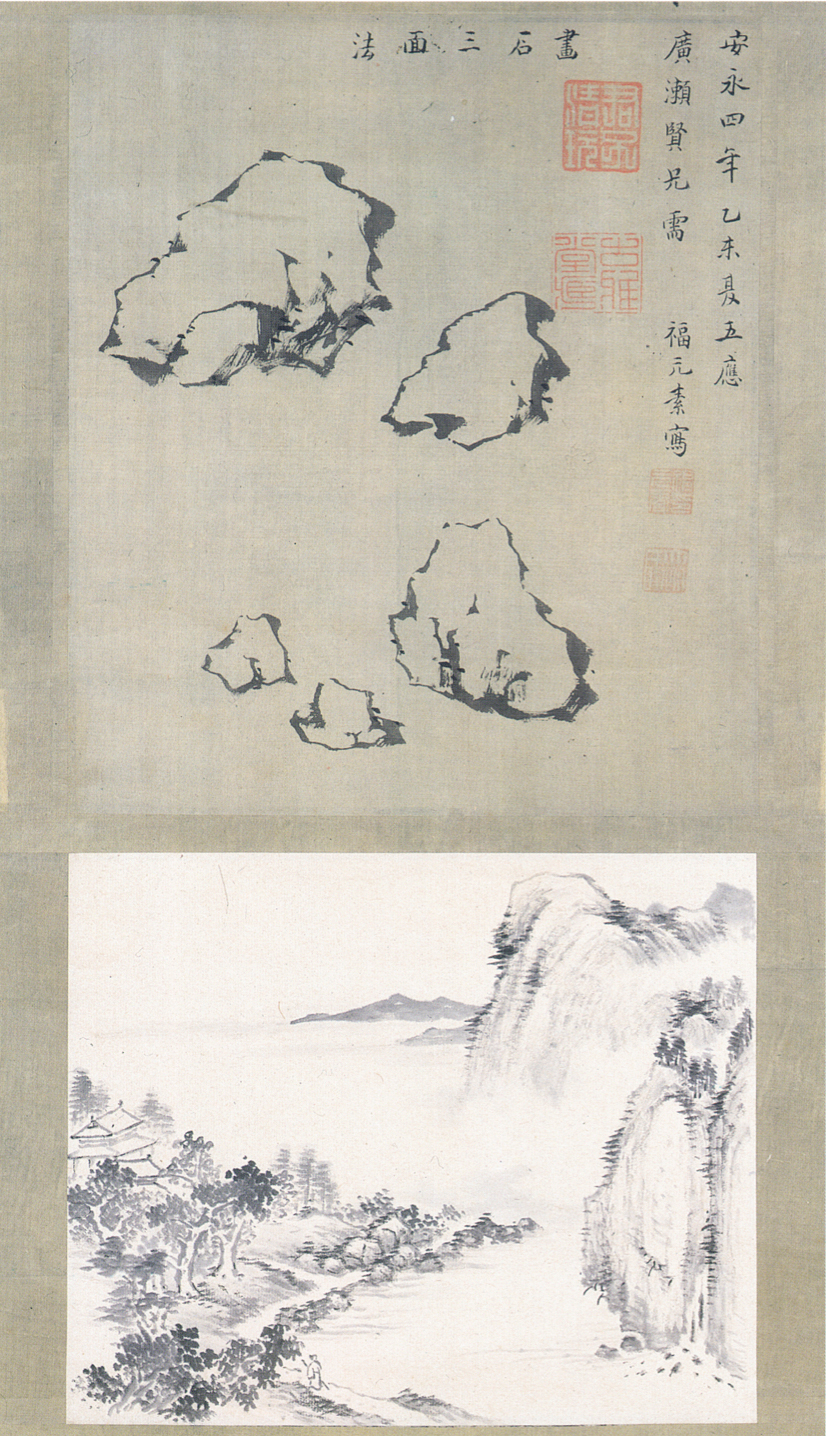
五岳筆 画石三面法図

福原 五岳（ふくはら ごがく、享保15年（1730年） - 寛政11年11月17日（1799年12月13日））は江戸時代中期の文人画家。池大雅の高弟。
名は元素、字は太初・子絢、号は五岳のほかに玉峰・楽聖堂など。通称・大助。備後尾道の人。

## 略伝
京都に上り、池大雅に入門。大雅門第一位と評される。同門には青木夙夜・池野観了など。大坂に移り、大雅の画風を広め、大坂画壇の隆盛に一役買った。人物図は彭城百川以来の名手と評され、山水図も得意とした。懐徳堂や混沌詩社の名流と交友。三宅春楼・中井竹山・片山北海・頼春水・木村蒹葭堂・葛子琴・細合半斎・慈雲・蔀関月などである。
安永頃に北渡部町に住み、寛政頃から本町に住んだ。寛政11年（1799年）、70歳にて歿し、下寺町源聖寺に埋葬される。
門下に林閬苑・岡熊嶽・浜田杏堂・鼎春嶽・黒田綾山・岡本豊彦・広瀬臺山・平田玉蘊、松本奉時などがいる。

### 逸話
五岳は酒をこよなく愛し、楽聖堂の号も、中国故事の飲中八仙歌に因んだという。あるとき京都の五岳の家で大雅と高野山に出立しようと身支度をしていると、偶然、頼春水が訪ねてきたことがあった。そのまま五岳の家で酒盛りが始まり、いつまで経っても酒を飲み続け一向に旅に出ようとしなくなったのでさすがの大雅も閉口し、「楽聖福先生 倒樽日為度 倒樽又倒樽 倒樽終無度」と嘆詠したと言われる。

## 作品

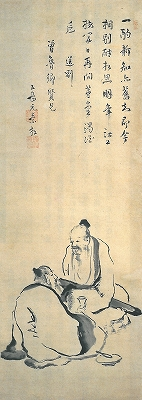
紙本墨画『曽根原魯卿叙別図』
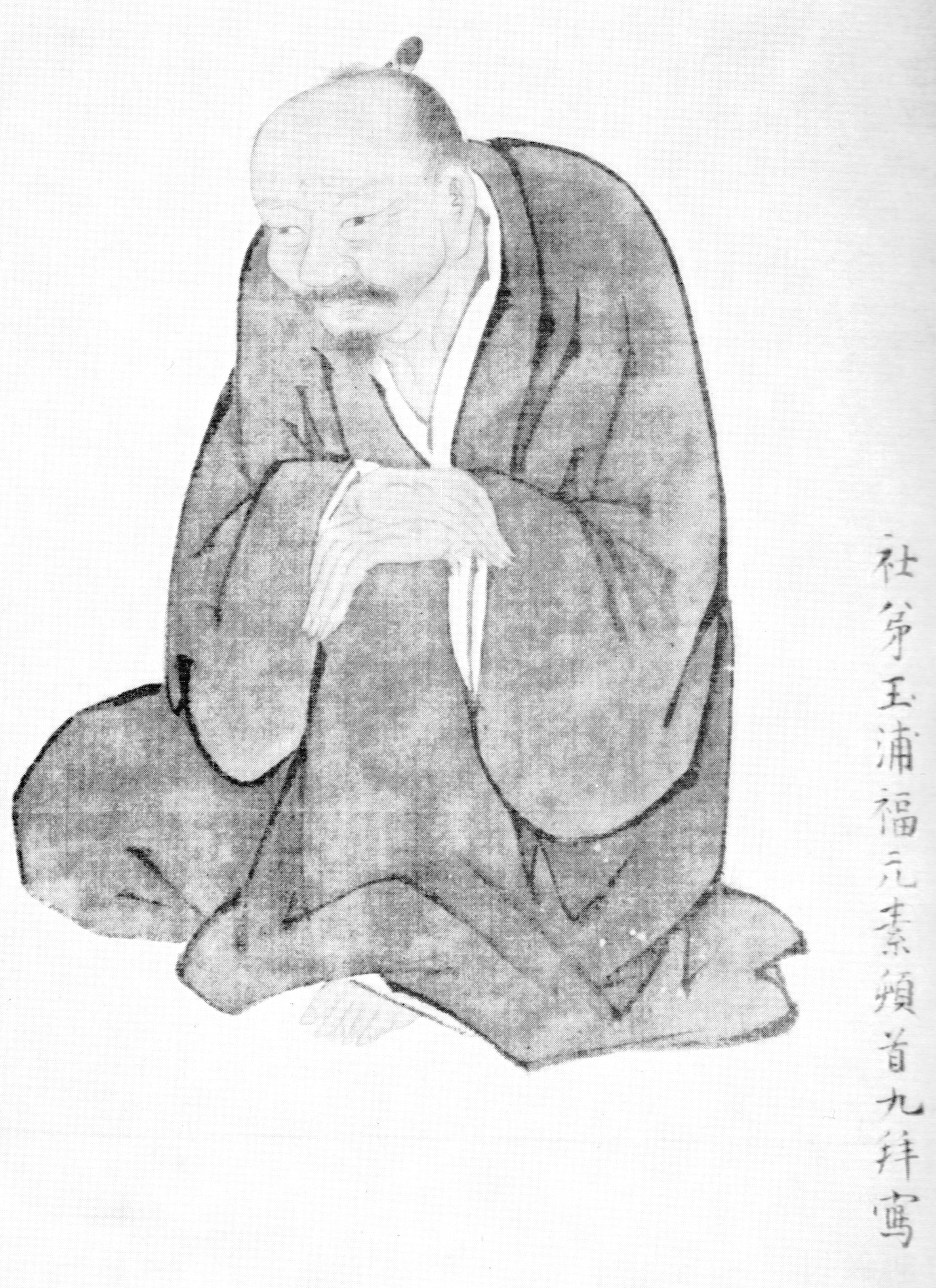
『池大雅像』
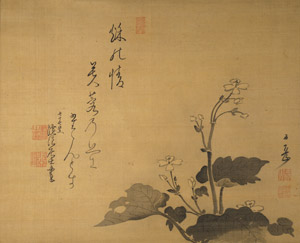
『秋海棠(しゅうかいどう)図』
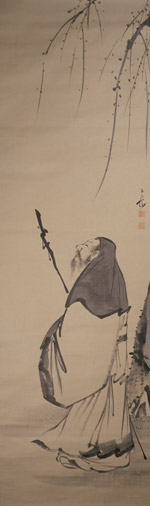
『陶淵明図』

| 作品名               | 技法         | 形状・員数     | 寸法（縦x横cm）                              | 所有者                   | 年代              | 落款・印章                                                    | 備考 |
| -------------------- | ------------ | -------------- | -------------------------------------------- | ------------------------ | ----------------- | ------------------------------------------------------------- | --- |
| 曽根原魯卿叙別図     | 紙本墨画     | 1幅            | 75.8x27.2                                    | 本間美術館               | 1769年（明和6年） |                                                               | 山形県指定文化財 |
| 洞庭湖図屏風         | 154.3x370.8  | 六曲一双       |                                              | 個人                     | 1772年（安永元年) |                                                               | 懐徳堂・混沌詩社中14名の合賛。池田の儒者・荒木商山の弟が五岳に描かせ、題賛は依頼された14人が一同に集まって揮毫したという記念碑的作品。 |
| 唐美人図             | 紙本著色     | 襖4面          |                                              | 大阪市立美術館           | 1773年（安永2年)  |                                                               | 池大雅筆「竹林書屋図襖」（同館蔵）の裏に書かれていた作品（現在は別装）                                                                 |
| 唐人物図             | 紙本著色     | 二曲一隻       | 171.0x276.5                                  | 広島県立美術館           | 1785年（天明5年)  |                                                               | |
| 夏景山水図           | 絹本墨画     | 1幅            | 61.3x90.2                                    | 尾道市立美術館           | 1790年（寛政2年） |                                                               | |
| 群仙図屏風           | 紙本墨画     | 六曲一双       |                                              | 個人                     |                   | 款記「五岳寫」/印章「五岳采眞」白文方印・「福元素印」白文方印 | |
| 巌上揮毫・画竜点睛図 | 絹本著色     | 双幅           |                                              | 関西大学図書館           |                   |                                                               | |
| 池大雅像             | 絹本著色     | 1幅            | 88.0x29.1                                    | 京都国立博物館           | 18世紀            |                                                               | 池大雅像を複数知られているが、その中でも尤も優れた作品。                                                                               |
| 高士図               |              | 絵馬1面        |                                              | 尼崎市・久々知須佐男神社 |                   |                                                               | |
| 草花図               | 紙本墨画淡彩 | 六曲一双押絵貼 | 132.0x318.0（各）                            | 広島県立美術館           |                   |                                                               | |
| 四季山水図           | 紙本墨画     | 六曲一双押絵貼 |                                              | 竹原春風館               |                   |                                                               | |
| 山水図押絵貼屏風     | 紙本墨画     | 六曲一隻押絵貼 | 113.8x51.9（第1,6扇） 113.8x56.3（第2～5扇） | 九州国立博物館           | 18世紀            | 各図に「五岳」                                                | 賛は19世紀 |